# Чемпионат России по хоккею с шайбой 2006/2007 (составы)
Составы команд чемпионата России по хоккею с шайбой 2006/07.
Указано гражданство хоккеистов, не являвшихся гражданами России (согласно eliteprospects.com).

### 1. «Металлург» Магнитогорск
Вратари: Илья Проскуряков,  Трэвис Скотт, Антон Худобин.
Защитники: Виталий Атюшов, Евгений Бирюков, Владислав Бульин, Евгений Варламов,  Вячеслав Завальнюк (← «Северсталь»), Ринат Ибрагимов,  Алексей Литвиненко, Владимир Маленьких, Антон Полещук, Александр Селуянов, Василий Турковский.
Нападающие: Денис Абдуллин, Игорь Величкин, Илья Воробьёв, Евгений Гладских, Антон Гловацкий, Равиль Гусманов, Денис Истомин, Алексей Кайгородов, Игорь Королёв, Эдуард Кудерметов,  Ярослав Кудрна, Николай Кулёмин, Максим Мамин,  Ян Марек, Денис Мосалёв, Руслан Нуртдинов, Дмитрий Пестунов, Денис Платонов, Алексей Тертышный.
Главный тренер: Фёдор Канарейкин.

### 2. «Ак Барс»
Вратари: Александр Ерёменко,  Мика Норонен.
Защитники: Вячеслав Буравчиков,  Раймон Жиру, Андрей Зубарев, Илья Никулин,  Ян Новак, Андрей Первышин, Виталий Прошкин,  Геннадий Разин, Евгений Рясенский, Максим Сергеев, Михаил Тюляпкин, Игорь Щадилов.
Нападающие: Алексей Бадюков, Владимир Воробьёв, Александр Головин, Михаил Жуков, Данис Зарипов, Сергей Зиновьев, Дмитрий Казионов, Тимур Калимуллин, Альберт Кильдеев, Энвер Лисин,  Андрей Михнов, Алексей Морозов, Игорь Мусатов, Даниэль Насыбуллин, Дмитрий Обухов, Кирилл Петров, Андрей Писарев, Александр Степанов, Алексей Терещенко, Динар Хафизуллин, Михаил Юньков.
Главный тренер: Зинэтула Билялетдинов.

### 3. «Авангард»
Вратари:  Норм Маракл, Александр Фомичёв.
Защитники: Денис Денисов, Евгений Дубровин, Николай Игнатов, Кирилл Кольцов, Александр Куклин, Евгений Курбатов, Михаил Любушин, Евгений Мошкарёв, Никита Никитин, Дмитрий Рябыкин,  Алексей Трощинский.
Нападающие: Егор Аверин, Андрей Башкиров, Антон Голубев, Константин Горовиков, Антон Жданов,  Алексей Калюжный, Антон Курьянов,  Вацлав Новак, Сергей Пайор, Владимир Первушин, Александр Попов,  Павел Роса, Максим Рыбин, Сергей Тополь, Денис Тюрин, Евгений Хацей, Алексей Черепанов, Артем Чубаров, Максим Якуценя, Виталий Ячменёв.
Главный тренер: Валерий Белоусов.
Покинули команду

## ЦСКА
- Вр Иван Касутин
- Вр  Константин Симчук → ХК МВД
- Вр  Петерис Скудра → «Металлург» Н
- Зщ Антон Белов
- Зщ Максим Гончаров
- Зщ Леонид Канарейкин
- Зщ Константин Корнеев
- Зщ Кирилл Лямин
- Зщ  Иржи Марушак
- Зщ Владислав Озолин
- Зщ  Ян Платил
- Зщ Сергей Розин
- Зщ Андрей Шефер
- Зщ  Мартин Штрбак
- Нп Михаил Анисин
- Нп Сергей Аншаков
- Нп Юрий Добрышкин
- Нп Вадим Епанчинцев
- Нп Владимир Жарков
- Нп Илья Каблуков
- Нп Алексей Косоуров
- Нп Эдуард Кудерметов
- Нп Михаил Милехин
- Нп Егор Михайлов
- Нп  Дэвид Немировски
- Нп Андрей Никитенко
- Нп Александр Никулин
- Нп Денис Паршин
- Нп Алексей Симаков
- Нп  Дмитрий Уппер
- Нп Павел Федулов
- Нп Сергей Широков
- Главный тренер: Вячеслав Быков

## «Салават Юлаев»
- Вр  Андрей Мезин
- Вр Вадим Тарасов
- Зщ Вячеслав Белов
- Зщ Александр В. Бойков
- Зщ Павел Доронин
- Зщ Сергей Журиков
- Зщ Андрей Заболотнев
- Зщ Артём Зубарев
- Зщ Леонид Канарейкин
- Зщ Андрей Кутейкин
- Зщ Роман Кухтинов
- Зщ Александр Логинов
- Зщ Алексей Семенов
- Зщ  Радек Филипп
- Зщ Николай Цулыгин
- Зщ Никита Щитов
- Зщ Андрей Яханов
- Нп Владимир Антипов
- Нп Олег Белкин
- Нп  Максим Беляев
- Нп Руслан Берников
- Нп Игорь Волков
- Нп Николай Заварухин
- Нп Дмитрий Затонский
- Нп Илья Зубов
- Нп Дмитрий Зюзин
- Нп  Константин Кольцов
- Нп Александр Кучерявенко
- Нп Дмитрий Левинский
- Нп Дмитрий Макаров
- Нп Константин Макаров
- Нп  Дмитрий Мелешко
- Нп Денис Метлюк
- Нп  Михал Микеска
- Нп Сергей Сальников
- Нп Андрей Сидякин
- Нп Дмитрий Тарасов
- Нп  Ярослав Чуприс
- Нп Алексей Шкотов
- Главный тренер: Сергей Михалёв

## «Сибирь»
- Вр  Александр Вьюхин
- Вр Сергей Николаев
- Зщ Константин Алексеев
- Зщ Кирилл Алексеев
- Зщ  Милослав Гурень
- Зщ Александр Карповцев
- Зщ  Алексей Коледаев
- Зщ Алексей Кривченков
- Зщ Владимир Логинов
- Зщ  Игорь Никитин
- Зщ  Алексей Петушков
- Зщ Сергей Решетников
- Зщ Николай Цулыгин
- Нп Сергей Акимов
- Нп Сергей Аншаков
- Нп Олег Белов
- Нп  Сергей Варламов
- Нп  Эрик Вейссманн
- Нп  Мирослав Ковачик
- Нп Алексей Копейкин
- Нп Денис Кочетков
- Нп Владимир Маркелов
- Нп Егор Миловзоров
- Нп Дмитрий Набоков
- Нп Александр Плющев
- Нп Андрей Пономарев
- Нп Андрей Поснов
- Нп Андрей Субботин
- Нп  Роберт Томик
- Нп Ринат Хасанов
- Нп Василий Чистоклетов
- Нп Денис Ячменев
- Главный тренер: Сергей Котов

## «Локомотив»
- Вр Семен Варламов
- Вр Егор Подомацкий
- Зщ Виталий Аникеенко
- Зщ Алексей Бондарев
- Зщ Алексей Васильев
- Зщ Илья Горохов
- Зщ Денис Гребешков
- Зщ Владимир Гусев
- Зщ Сергей Жуков
- Зщ Игорь Зубов
- Зщ Дмитрий Красоткин
- Зщ Игорь Уланов
- Зщ  Бретт Хауэр
- Нп Артём Ал. Анисимов
- Нп Евгений Артюхин
- Нп  Шон Бергенхейм
- Нп Александр Васюнов
- Нп Дмитрий Власенков
- Нп Александр Галимов
- Нп Константин Глазачев
- Нп Андрей Кирюхин
- Нп Артём Крюков
- Нп Алексей Кудашов
- Нп Евгений Лапенков
- Нп Алексей Михнов
- Нп Иван Непряев
- Нп  Ян Пардавы
- Нп  Константин Руденко
- Нп Александр Рябев
- Нп Дмитрий Семин
- Нп Иван Ткаченко
- Нп Фёдор Фёдоров
- Нп  Мика Ханнула
- Нп Геннадий Чурилов
- Нп Григорий Шафигулин
- Главный тренер: Николай Борщевский,  Пол Гарднер (с 18 января)

## «Химик»
- Вр Константин Барулин
- Вр  Виталий Колесник
- Вр Дмитрий Яковлев
- Зщ Михаил Баландин
- Зщ Дмитрий Быков
- Зщ Павел Ворошнин
- Зщ Андрей Гренков
- Зщ Михаил Григорьев
- Зщ Дмитрий Космачев
- Зщ Андрей Кручинин
- Зщ Филипп Метлюк
- Зщ  Георгий Пуяц
- Зщ Дмитрий Самарин
- Зщ  Максим Семёнов
- Зщ Андрей Собачкин
- Зщ Александр Титов
- Зщ Вадим Хомицкий
- Нп Сергей Арекаев
- Нп Александр Р. Бойков
- Нп Артём Булянский
- Нп Илья Воробьёв
- Нп Алексей Воробьев
- Нп Павел Воробьев
- Нп Олег Глебов
- Нп Михаил Глухов
- Нп Николай Жердев
- Нп Илья Зубов
- Нп Дмитрий Кагарлицкий
- Нп Илья Крикунов
- Нп Алексей Кудашов
- Нп Антон Лазарев
- Нп Альберт Лещев
- Нп Сергей Мозякин
- Нп Александр Нестеров
- Нп Николай Охлобыстин
- Нп Артём Подшендялов
- Нп Николай Пронин
- Нп Михаил Севостьянов
- Нп Сергей Севостьянов
- Нп Пётр Счастливый
- Нп Павел Чернов
- Нп  Алексей Широков ← «Металлург» Н
- Нп Алексей Шкотов
- Главный тренер: Валентин Гуреев, Сергей Кремлёв

## «Северсталь»
- Вр  Марк Ламот
- Вр Андрей Малков
- Вр Ильдар Мухометов
- Вр Дмитрий Шамыгин
- Зщ Юрий Александров
- Зщ Александр Горелов
- Зщ  Йозеф Грабал
- Зщ Станислав Егоршев
- Зщ Александр Ждан
- Зщ  Вячеслав Завальнюк → «Металлург» М
- Зщ Денис Макаров
- Зщ Евгений Медведев
- Зщ Евгений Сапожков
- Зщ Павел Траханов
- Зщ Василий Турковский
- Зщ  Ладислав Чиерны
- Зщ Максим Чудинов
- Зщ Александр Шинин
- Нп Сергей Арекаев
- Нп Николай Бардин
- Нп Алексей Глухов
- Нп Олег Губин
- Нп Александр Гулявцев
- Нп Дмитрий Квартальнов
- Нп Андрей Коваленко
- Нп Семен Кокуев
- Нп Алексей Крутов
- Нп Николай Лемтюгов
- Нп Андрей Петрунин
- Нп Сергей Пискунов
- Нп Игорь Полыгалов
- Нп Сергей Соин
- Нп  Радован Сомик
- Нп Виктор Тихонов
- Нп Юрий Трубачёв
- Нп Вадим Шипачев
- Нп Александр Юньков
- Нп Михаил Якубов
- Главный тренер: Александр Асташёв

## «Динамо»
- Вр Максим Батков
- Вр  Виталий Еремеев
- Вр Вадим Желобнюк
- Вр Сергей Звягин
- Зщ Николай Белов
- Зщ  Евгений Блохин ← «Металлург» Н
- Зщ Александр Будкин
- Зщ Сергей Вышедкевич
- Зщ Сергей Гимаев
- Зщ Игорь Князев
- Зщ Евгений Королев
- Зщ Владимир Крикунов
- Зщ Денис Куляш
- Зщ Ренат Мамашев
- Зщ Георгий Мишарин
- Зщ Олег Ореховский
- Зщ Антон Пригаро
- Зщ Яков Рылов
- Нп Игорь Антосик
- Нп  Майк Бишай
- Нп Альберт Вишняков
- Нп Дмитрий Демченко
- Нп Владислав Евсеев
- Нп Виталий Карамнов
- Нп Сергей Коростин
- Нп Сергей Кривокрасов
- Нп  Сергей Кукушкин → «Лада»
- Нп  Дэвид Линг
- Нп Игорь Мирнов
- Нп Егор Михайлов
- Нп Максим Осипов
- Нп Константин Романов
- Нп Михаил Савельев
- Нп Александр Скугарев
- Нп Алексей Сопин
- Нп Геннадий Столяров
- Нп Марат Фахрутдинов
- Нп Евгений Федоров
- Нп Александр Харитонов
- Нп  Вадим Шахрайчук
- Нп Дмитрий Шитиков
- Главный тренер: Владимир Крикунов, Анатолий Антипов

## «Лада»
- Вр Василий Кошечкин
- Вр  Майк Фаунтин
- Зщ Денис Бодров
- Зщ Дмитрий Воробьев
- Зщ Павел Ворошнин
- Зщ Александр Гуськов
- Зщ  Владимир Денисов
- Зщ Алексей Емелин
- Зщ Марат Калимулин
- Зщ Максим Кондратьев
- Зщ  Виктор Костючёнок
- Зщ Виталий Левада
- Зщ Григорий Панин
- Зщ Вячеслав Селуянов
- Зщ Кирилл Степанов
- Нп Сергей Андронов
- Нп Олег Белкин
- Нп Евгений Бодров
- Нп Евгений Бумагин
- Нп Александр Бумагин
- Нп Михаил Бутурлин
- Нп Александр Бутурлин
- Нп Юрий Буцаев
- Нп Вадим Голубцов
- Нп Игорь Григоренко
- Нп  Томаш Демел
- Нп Константин Емелин
- Нп Станислав Жмакин
- Нп Денис Карцев
- Нп Евгений Кетов
- Нп  Зенон Конопка
- Нп Антон Крысанов
- Нп  Сергей Кукушкин ← «Динамо»
- Нп Сергей Лучинкин
- Нп Константин Панов
- Нп Яков Рачинский
- Главный тренер: Анатолий Емелин

## «Нефтехимик»
- Вр  Петри Веханен
- Вр Александр Селезнев
- Вр Денис Франскевич
- Зщ Дмитрий Балмин
- Зщ Ильшат Билалов
- Зщ Павел Валентенко
- Зщ  Алексей Васильченко
- Зщ Денис Гроть
- Зщ Евгений Нурисламов
- Зщ Алексей Петров
- Зщ Андрей Плеханов
- Зщ Денис Соколов
- Зщ  Томаш Староста
- Зщ  Денис Шемелин
- Нп Денис Абдуллин
- Нп  Сергей Заделёнов
- Нп Радик Закиев
- Нп Андрей Иванов
- Нп Ринат Касьянов
- Нп Сергей Коньков
- Нп  Вадим Краснослободцев
- Нп Андрей Кузьмин
- Нп Константин Куликов
- Нп Сергей Кутявин
- Нп Сергей Лучинкин
- Нп Максим Пестушко
- Нп Александр Рыбаков
- Нп Василий Смирнов
- Нп  Алексей Угаров
- Нп Денис Хлыстов
- Нп Андрей Шепеленко
- Нп  Юрай Штефанка
- Главный тренер: Геннадий Сырцов (по 7 февраля), Айрат Кадейкин (и. о.)

## ХК МВД
- Вр Алексей Анисимов
- Вр Евгений Константинов
- Вр Александр Пакуш
- Вр Константин Симчук ← ЦСКА
- Зщ Антон Буханко
- Зщ Максим Великов
- Зщ Евгений Грибко
- Зщ Марат Давыдов
- Зщ Роман Дерлюк
- Зщ Николай Игнатов
- Зщ Евгений Катичев
- Зщ  Сергей Климентьев
- Зщ Александр Кутузов
- Зщ  Артём Остроушко ← «Амур»
- Зщ Иван Савин
- Зщ Максим Соловьев
- Зщ Игорь Таранов
- Зщ Станислав Шальнов
- Нп  Виктор Александров ← СКА
- Нп Юрий Бабенко
- Нп Андрей Галушкин
- Нп Владимир Горбунов
- Нп Михаил Давлетов
- Нп  Дмитрий Дударев ← «Амур»
- Нп Александр Журун
- Нп Руслан Зайнуллин
- Нп Александр Зевахин
- Нп Денис Казионов
- Нп Виктор Калачик
- Нп Денис Кокарев
- Нп Евгений Сафронов
- Нп Виталий Ситников
- Нп Дмитрий Субботин
- Нп Руслан Хасаншин
- Нп Алексей Цветков
- Нп Артём Чернов
- Нп Алексей Чупин
- Главный тренер: Николай Соловьёв

## СКА
- Вр Сергей Белов
- Вр  Мартин Прусек
- Вр Максим Соколов
- Зщ Сергей Гусев
- Зщ Роман Дерлюк
- Зщ Павел Канарский
- Зщ Максим Кузнецов
- Зщ Юрий Панов
- Зщ Денис Пахомов
- Зщ Сергей Перетягин
- Зщ Валерий Покровский
- Зщ Александр Рязанцев
- Зщ Кирилл Сафронов
- Зщ Михаил Чернов
- Зщ Дмитрий Юшкевич
- Нп Иван Акимов
- Нп Алексей Акифьев
- Нп  Виктор Александров → ХК МВД
- Нп Антон Бут
- Нп Пахрудин Гимбатов
- Нп Александр Дроздецкий
- Нп Игорь Емелеев
- Нп Алексей Кознев
- Нп Евгений Лапин
- Нп Игорь Макаров
- Нп Игорь Мисько
- Нп Сергей Москалев
- Нп Евгений Муратов
- Нп Андрей Николишин
- Нп  Фёдор Полищук → «Металлург» Н
- Нп Антон Селезнёв
- Нп Максим Сушинский
- Нп Валерий Хлебников
- Нп Александр Шинкарь
- Главный тренер: Борис Михайлов (до 2 ноября), Юрий Леонов

## «Витязь»
- Вр Алексей Волков
- Вр Владимир Куликов
- Вр  Себастьян Шарпентье
- Зщ Александр Гришин
- Зщ Алексей Гришин
- Зщ Дмитрий Ерофеев
- Зщ Сергей Зимаков
- Зщ Игорь Князев
- Зщ Андрей Козырев
- Зщ Дмитрий Лоптев
- Зщ Борис Миронов
- Зщ Андрей Мухачев
- Зщ Артём Носов
- Зщ Максим Побожьев
- Зщ Раиль Розаков
- Зщ Андрей Сапожников
- Зщ Сергей Сёмин
- Зщ Андрей Скопинцев
- Нп Павел Бойченко
- Нп Константин Волков
- Нп Дмитрий Гоголев
- Нп Денис Истомин
- Нп Олег Кваша
- Нп Алексей Колкунов
- Нп Александр Королюк
- Нп Артём Крюков
- Нп Виталий Ляпунов
- Нп Алексей Мужжухин
- Нп Владислав Поперечный
- Нп Игорь Радулов
- Нп Александр Савченков
- Нп Денис Сергеев
- Нп Алексей Сергиевский
- Нп  Рид Симпсон
- Нп  Андрей Степанов
- Нп Александр Чагодаев
- Нп Евгений Чесалин
- Нп Тимофей Шишканов
- Нп Андрей Шурупов
- Главный тренер:  Майк Крушельницки

## «Металлург» Новокузнецк
- Вр Сергей Бобровский
- Вр  Владимир Гудачек
- Вр  Петерис Скудра ← ЦСКА
- Вр  Сергей Шабанов
- Зщ Александр Аксёненко
- Зщ  Евгений Блохин → «Динамо»
- Зщ Максим Галанов
- Зщ Владимир Гусев
- Зщ Дмитрий Ерофеев
- Зщ Андрей Есипов
- Зщ Сергей Журиков
- Зщ Михаил Куклев
- Зщ Андрей Ланге
- Зщ Дмитрий Лоптев
- Зщ Алексей Пепеляев
- Зщ Николай Сёмин
- Зщ Алексей Швалев
- Зщ Евгений Штайгер
- Зщ Сергей Якимович
- Нп Игорь Александров
- Нп Константин Баранов
- Нп Сергей Бердников
- Нп Анатолий Васильев
- Нп Андрей Васильев
- Нп Александр Ведерников
- Нп  Рихард Капуш
- Нп Сергей Климович
- Нп Сергей Кривокрасов
- Нп Юрий Кузнецов
- Нп Дмитрий Левинский
- Нп Алексей Медведев
- Нп Игорь Меляков
- Нп Никита Михно
- Нп Андрей Петраков
- Нп Александр Плющев
- Нп  Фёдор Полищук ← СКА
- Нп Андрей Потайчук
- Нп Игорь Радулов
- Нп Максим Рыбин
- Нп Артём Рыбин
- Нп Евгений Сафронов
- Нп Дмитрий Семенов
- Нп Денис Стасюк
- Нп Александр Татаринов
- Нп Иван Тугаринов
- Нп Денис Тюрин
- Нп Сергей Чубыкин
- Нп  Алексей Широков → «Химик»
- Нп Максим Якуценя
- Главный тренер: Сергей Николаев

## 17. «Трактор»
- Вр  Чад Албан
- Вр Георгий Гелашвили
- Вр Михаил Емельянов
- Вр Сергей Мыльников
- Зщ  Марат Аскаров
- Зщ Денис Баев
- Зщ Вячеслав Войнов
- Зщ Владимир Гапонов
- Зщ  Джейсон Дойг
- Зщ Александр Долишня
- Зщ Валерий Дыдыкин
- Зщ Денис Ежов
- Зщ Александр Сазонов
- Зщ Иван Сидоров
- Зщ Евгений Цыбук
- Зщ  Тимофей Якушев
- Нп Павел Апаликов
- Нп Матвей Белоусов
- Нп Вадим Бердников
- Нп Владимир Воронцов
- Нп Евгений Галкин
- Нп Евгений Дадонов
- Нп Виктор Другов
- Нп Алексей Заварухин
- Нп  Константин Касянчук
- Нп Владимир Кречин
- Нп Максим Кривоножкин
- Нп Роман Малов
- Нп Юрий Петров
- Нп Андрей Попов
- Нп Анатолий Раенко
- Нп  Александр Семёнов
- Нп Евгений Скачков
- Нп Дмитрий Уткин
- Нп  Дмитрий Цыруль
- Нп Александр Черников
- Главный тренер: Геннадий Цыгуров

## 18. «Амур»
- Вр Виталий Евдокимов
- Вр  Тайлер Мосс
- Вр Алексей Мурыгин
- Вр  Павол Рыбар
- Зщ Артём В. Анисимов
- Зщ  Владимир Антипин
- Зщ Максим Артюхов
- Зщ Максим Гусев
- Зщ Алексей Данилов
- Зщ Рустем Камалетдинов
- Зщ Андрей Киселев
- Зщ Андрей Кузнецов
- Зщ  Артём Остроушко → ХК МВД
- Зщ  Евгений Пупков
- Зщ  Кришьянис Редлихс
- Зщ Кирилл Степанов
- Зщ Алексей Тезиков
- Зщ Антон Ульянов
- Зщ Сергей Филин
- Зщ Владимир Чебатуркин
- Зщ Виталий Шулаков
- Нп Владимир Артюшин
- Нп Константин Баранов
- Нп Станислав Басов
- Нп Михаил Бутурлин
- Нп Константин Глазачев
- Нп Александр Гутов
- Нп  Дмитрий Дударев → ХК МВД
- Нп Сергей Елизаров
- Нп Игорь Камаев
- Нп Михаил Климчук
- Нп Максим Конькин
- Нп Александр Крысанов
- Нп Сергей Кузнецов
- Нп Дмитрий Леонов
- Нп Иван Новосельцев
- Нп Максим Овчинников
- Нп Евгений Орлов
- Нп  Иван Паделек
- Нп  Андрей Пчеляков ← «Крылья Советов»
- Нп Александр Романовский
- Нп Максим Савосин
- Нп Михаил Сарматин
- Нп Андрей Страхов
- Нп  Тойво Суурсоо
- Нп Станислав Тимаков
- Нп Дмитрий Учайкин
- Нп Андрей Фролкин
- Нп Андрей Чистяков
- Нп Денис Швидкий
- Главный тренер: Владимир Мариничев

## 19. «Крылья Советов»
- Вр Юрий Герасимов
- Вр Алексей Жигарев
- Вр Михаил Пименов
- Вр Дмитрий Ячанов
- Зщ Константин Анурьев
- Зщ Максим Афанасов
- Зщ Рафаэль Батыршин
- Зщ Сергей Бернацкий
- Зщ Адгур Джугелия
- Зщ Сергей Дорофеев
- Зщ Андрей Дылевский
- Зщ Павел Канарский
- Зщ Алексей Комаров
- Зщ Степан Мохов
- Зщ Георгий Никулин
- Зщ Денис Осипов
- Зщ Алексей Пепеляев
- Зщ Сергей Перетягин
- Зщ Алексей Петров
- Зщ Георгий Попов
- Зщ Андрей Свинухов
- Зщ Кирилл Смирнов
- Нп Михаил Анисин
- Нп Сергей Аркадьев
- Нп Сергей Беляков
- Нп Арсений Бондарев
- Нп Александр Горошанский
- Нп Михаил Гранкин
- Нп Андрей Гранкин
- Нп Олег Губин
- Нп Михаил Деев
- Нп Илья Докшин
- Нп Алексей Еремин
- Нп Алексей Ефимов
- Нп Егор Жарков
- Нп Владимир Заварзин
- Нп Дмитрий Квартальнов
- Нп Александр Кожевников
- Нп  Сергей Кожевников
- Нп Андрей Кондрашов
- Нп Евгений Коротков
- Нп Дмитрий Коротков
- Нп Денис Кулик
- Нп Александр Осипенко
- Нп Евгений Пастернацкий
- Нп  Андрей Пчеляков → «Амур»
- Нп Кирилл Сидоренко
- Нп Вячеслав Табачков
- Нп Владислав Туник
- Нп Игорь Ушаков
- Нп Алексей Филиппов
- Нп Ренат Хайретдинов
- Нп Александр Шибаев
- Главный тренер: Юрий Новиков